# 全国小型船舶教習所連合会
一般社団法人全国小型船舶教習所連合会（ぜんこくこがたせんぱくきょうしゅうじょれんごうかい）は、日本の小型船舶教習所で構成する業界団体。以前は国土交通省所管の社団法人であったが、公益法人制度改革に伴い一般社団法人へ移行した。

## 概要
教習の効率化を図るために内部に操縦免許取得取得推進協議会を立ち上げて優良教習所の認定を行っている。

## 沿革
- 2001年2月27日 - 日本小型船舶海技協会、ヤマハ発動機販売KK、日本ボートライセンス協議会、関東ボート免許普及協議会、北信越ボートライセンス協会、中部小型船舶免許振興会、近畿小型船舶免許協議会が全国海技教習団体連合会を発足
- 2008年 - 発展的解消により旧組織を解体し一般社団法人全国小型船舶教習所連合会発足

## 組織
- 理事会
  - 委員会
  - 監事
  - 北海道支部
  - 信越支部
  - 関東支部
  - 近畿支部
  - 四国支部
  - 九州支部
  - 沖縄支部